# Iğdır (provincie)
Iğdır (Azerbeidzjaans: İğdir) is een provincie in Turkije. De provincie is 3539 km² groot en heeft 199.442 inwoners (2019). De hoofdstad is het gelijknamige Iğdır.

## Etymologie
Het gebied is vernoemd naar de Iğdıroğlu. De Iğdıroğlu behoren tot een van de 24 hoofdtakken van de Oğuzenstam. Iğdır was de oudste zoon van Deniz Han, de jongste zoon van Oghuz Khagan, die volgens de legende de aartsvader is van de Oğuzen. Volgens de legende zijn Iğdır en zijn stam gemigreerd naar Azerbeidzjan en het gebied rondom de rivier Aras.

## Geschiedenis
Iğdır heeft een lange geschiedenis, die teruggaat tot in het Hurritische tijdperk, 4000 jaar voor Christus. 800 voor Christus maakte het gebied onderdeel uit van het Urartu Koninkrijk. De geschiedenis weerspiegelt zich vandaag de dag nog in de vele nederzettingen uit deze periode.
Na de Urartu werd het gebied vervolgens veroverd door de Perzen, Alexander de Grote, Koninkrijk van Armenië, Seleuciden, Parthen, Romeinen en Byzantijnen. In het jaar 646 werd het veroverd door de Arabieren waarna de Turken, Georgiërs en Mongolen 400 jaar lang om heerschappij vochten.
Vanaf 646 na Christus kwam het gebied onder Islamitisch bestuur te staan. Naar de provincie werden afwisselend Turkse en Arabische gouverneurs gestuurd, tot de Abbasiden aan de macht kwamen. Sindsdien wordt het door Turken bestuurd. Nadat de Sjeltsjoeken, Anatolië binnendrongen na de Slag bij Manzikert, kwam het gebied onder Sjeltsjoeks bestuur te staan. De Kayı-stam bewoonde het gebied tot de Mongoolse veroveringen van 1239. Deze stam ontvluchtte het gebied naar West-Anatolië en stichtten daar het Ottomaanse Rijk. Vervolgens was het gebied van 1404 tot 1469 onder het Karakoyunlu-rijk, waarna ze tot 1502 onder het Akkoyunlu-rijk zou staan. Na verscheidene keren onder bestuur van de Safawiden en het Ottomaanse Rijk te hebben gestaan, kwam het gebied in 1747 in handen van het Kanaat van Jerevan, een Perzische vazalstaat in het zuiden van de Kaukasus.
Na de Russisch-Perzische Oorlog tussen 1826-1828 kwam Iğdır met het Verdrag van Turkmenchay onder Russisch bestuur. Het zuidelijkste deel van de provincie was echter nog steeds in handen van de Turkse Ottomanen. Na een Russisch-Turkse oorlog tussen 1877-1878 komt Iğdır volledig onder Russisch bestuur. Tegen het einde van de Eerste Wereldoorlog was het hele gebied onder Russische controle, die het bestuur overdroeg aan de Democratische Republiek Armenië. Op 16 maart 1921 wordt het Verdrag van Kars met Rusland getekend, waarna Iğdır definitief onder Turks gezag komt.

## Bevolking
Iğdır is door haar ligging altijd een kruispunt geweest waar vele beschavingen en volkeren elkaar hebben ontmoet. Na de bezetting zijn echter vele Armeense bewoners van Iğdır naar Armenië verhuisd. Tegelijkertijd zijn er duizenden Turken uit omringende landen zoals Armenië, Iran en Azerbeidzjan naar Iğdır verhuisd. Vanaf 1960 is er een nieuwe emigratiegolf vanuit Iğdır naar de grote Turkse steden en Europa ontstaan.
De bevolkingsontwikkeling van de provincie is weergegeven in onderstaande tabel.
| 2000    | 2007    | 2013    |
| ------- | ------- | ------- |
| 168.634 | 181.866 | 190.424 |

## Cultuur
De lokale Turkse bevolking (Azeri's), die voor een groot gedeelte Kaukasische roots heeft, kent nog steeds een sterke band met haar verleden. Dit komt o.a. in uitdrukking in haar taal (sterk verwant aan het Azerbeidzjaans), muziek en gebruiken.

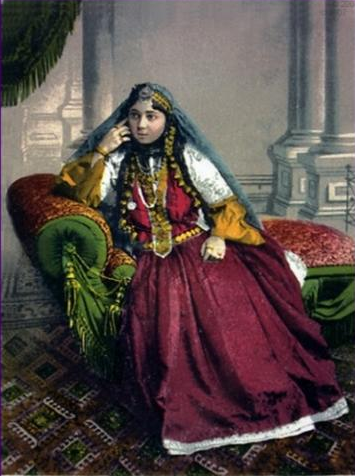
Traditionele Azerbeidzjaanse kledij

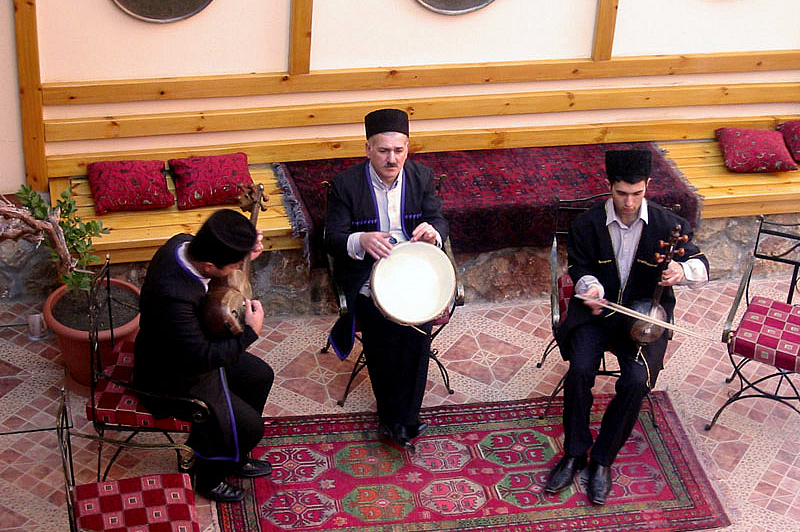
Muziek

## Geloof
De meeste Turkse inwoners zijn aanhangers van het sjiisme. De Shia's of Şiat-ı Ali (letterlijk: volgeling van Ali), is naast het soennisme, een van de twee grote ideologische stromingen binnen de islam. 

## Lokale gebruiken
Nevruz: Het nieuwjaars- en voorjaarsfeest dat op of rond 21 maart wordt gevierd. Sinds 2009 staat Nevruz vermeld op de Lijst van Meesterwerken van het Orale en Immateriële Erfgoed van de Mensheid. Nevruz betekent de terugkeer van de zon en van het licht. Het betekent een nieuw begin, net als het nieuwjaarsfeest op 1 januari in Europa. En net als hier de dag voor het nieuwjaarsfeest vaak wordt gebruikt om het afgelopen jaar te herdenken, wordt ook de tijd voor Nevruz gebruikt om te denken aan de overledenen. Nevruz is daarom meer dan een nieuwjaarsfeest: het is ook een moment van loutering en verzoening, van dood en leven, en van de hoop op een nieuw begin en een beter leven.

## Economie
Door de strategische ligging op een drielandenpunt is Iğdır altijd een verzamelplaats geweest van handelaren. Alhoewel de bevolking met name gericht is op vee en landbouw, zijn er de afgelopen jaren enorme stappen gemaakt om de strategische ligging ook in andere sectoren goed te benutten.
Inmiddels is er een luchthaven en een hogesnelheidslijn moet in 2023 klaar zijn om de reistijd naar Iğdır drastisch te verminderen.

## Geografie
Binnen de grenzen van Iğdır ligt de berg Ararat (Ağrı dağı).
Bijzondere is dat Iğdır aan drie landen grenst: Iran, Azerbeidzjan en Armenië. Er worden diverse dialecten gesproken in Igdir.

## Bestuurlijke indeling

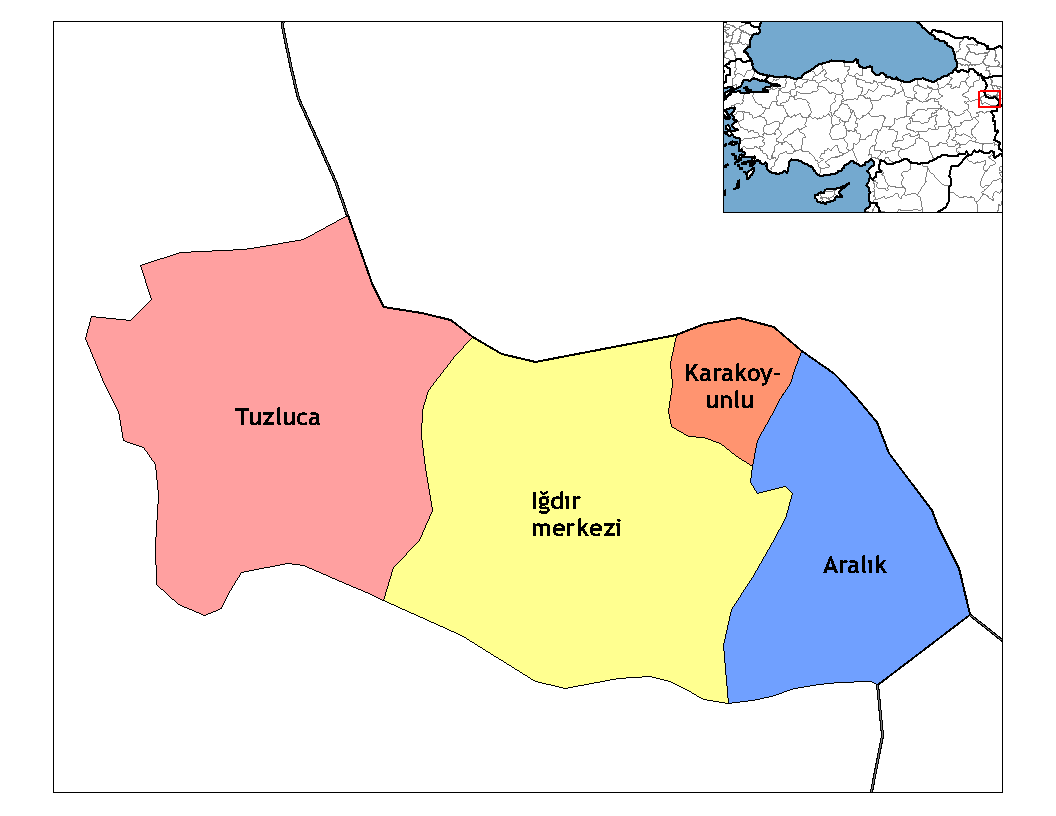
Districten van Iğdır

### Districten
De provincie bestaat uit de volgende vier districten:
| - Aralık - Iğdır | - Karakoyunlu - Tuzluca |